# Prefix telefonic 520 (Statele Unite ale Americii)

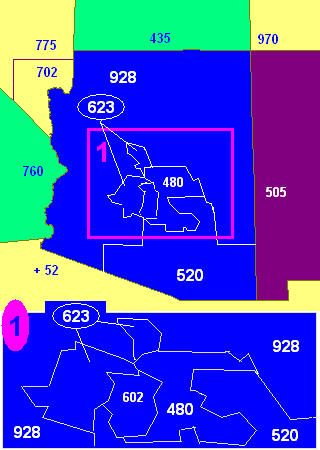
Harta statului Arizona, indicând cele cinci prefixe telefonice în uz – 480, 520, 602 623 și 928.

Prefixul telefonic 520 nord-american face parte din cele folosite în Canada și Statele Unite ale Americii fiind unul din cele cinci prefixe telefonice (alături de 480, 602, 623 și 928) folosite în statul Arizona.
Prefixul 520 a fost creat la 19 martie 1995 prin scindarea prefixului telefonic 602, care fusese până atunci prefixul unic al statului Arizona, începând cu octombrie 1947.  Prefixul nou creat, 520, cuprindea întreg statul Arizona cu excepția Zonei Metropolitane Phoenix.  La rândul său, prefixul 520 a fost divizat la 23 iunie 2001, rămânând să acopere doar sudul statului, în timp ce prefixul nou creat, 928, va acoperi nordul Arizonei. A fost cel de-al treilea prefix interurbandin Statele Unite al cărui a doua cifră nu era 1, după prefixele telefonice 334 și 360.
La re-scindarea prefixului 520 în 520 și 928, comitatele Pima, Santa Cruz, Cochise și ce mai mare parte a comitatului Pinal au menținut prefixul 520, în timp ce comitatele Yuma, La Paz, vestul comitatului Maricopa, respectiv orice aflat la nord de comitatul Maricopa au comutat la prefixul 928.

## Comitate deservite de acest prefix
- Comitatul Cochise,
- Comitatul Maricopa,
- Comitatul Pima,
- Comitatul Pinal și
- Comitatul Santa Cruz.

| Prefixele telefonice ale statului american Arizona sunt 480, 520, 602, 623 și 928. | Prefixele telefonice ale statului american Arizona sunt 480, 520, 602, 623 și 928. | Prefixele telefonice ale statului american Arizona sunt 480, 520, 602, 623 și 928. |
| ---------------------------------------------------------------------------------- | ---------------------------------------------------------------------------------- | ---------------------------------------------------------------------------------- |
|                                                                                    | Nord 480, 602, 928                                                                 |                                                                                    |
| Vest 623, 928                                                                      | 520                                                                                | Est 505                                                                            |
|                                                                                    | Sud Codul țării + 52 - Mexic                                                       |                                                                                    |
| Prefixele telefonice ale statului american New Mexico sunt 505 și 575.             |                                                                                    |                                                                                    |

## Comunități deservite

### Localități cu statul de oraș (cities)
- Tucson, oraș (city) și zonă metropolitană
- Sierra Vista, oraș (city)

respectiv alte localități mai mici orășele (towns), locuri desemnate de United States Census Bureau (CDPs)

### Alte localități deservite
| - Ajo - Amado - Arivaca - Arizona City - Bapchule - Benson - Bisbee - Bowie - Casa Grande - Catalina - Cochise - Coolidge - Cortaro - Douglas - Dragoon | - Elfrida - Elgin - Eloy - Florence - Fort Huachuca - Green Valley - Hereford - Huachuca City - Kearny - Lukeville - Mammoth - Marana - Maricopa - Mc Neal - Mount Lemmon | - Naco - Nogales - Oracle - Patagonia - Pearce - Picacho - Pirtleville - Pomerene - Red Rock - Rillito - Rio Rico - Sacaton - Sahuarita - Saint David - San Manuel | - San Simon - Sasabe - Sells - Sonoita - Stanfield - Superior - Tombstone - Topawa - Tubac - Tumacacori - Vail - Valley Farms - Willcox |